# Podhale-dialect
Het Podhale-dialect (gwara podhalańska) is een dialect van het Pools dat wordt gesproken door de Goralen die leven in de Podhale, een streek die deel uitmaakt van het Tatragebergte. Het Podhale-dialect is eeuwen geleden uit de Poolse standaardtaal ontstaan en heeft sindsdien sterke invloeden van naburige talen ondergaan, met name van het Slowaaks. Daarnaast bevat het ook leenwoorden uit het Duits, Hongaars, Roemeens, Albanees en Illyrisch. Het Podhale-dialect is voor het eerst uitvoerig beschreven door de Poolse literator Kazimierz Przerwa-Tetmajer. 

## Fonologie
Op het fonologische vlak onderscheidt het Podhale-dialect zich ten opzichte van de Poolse standaardtaal met name door:
- Het reduceren van veel dubbele klanken - zoals /sz/ en cz/ - tot een enkele sibilant. Dit proces wordt ook wel mazurering genoemd, naar het dialect van Mazurië. Daarnaast wordt de als /rz/ geschreven klank als /r/ uitgesproken, bijvoorbeeld: rucać (< rzucać, "gooien, werpen"). In andere varianten van het Pools wordt deze klank verzacht tot een soort z.
- In de coda van lettergrepen wordt /ch/ als /k/ uitgesproken.
- De hoofdklemtoon van woorden ligt in het algemeen op de eerste lettergreep. In andere varianten van het Pools zijn de meeste woorden van meer dan één lettergreep paroxytona.
- Labialisatie en diftongering van de klinker o aan het begin van woorden en lettergrepen.

## Woordenschat
Kenmerkend aan het Podhale-dialect is een heel eigen woordenschat. Van bestaande Poolse wortels zijn nieuwe woorden afgeleid. Ook is het zo dat veel gewone Poolse woorden - met name die welke gerelateerd zijn aan de landbouw - vaak een veel specifiekere betekenis hebben, ofwel pregnant gebruikt zijn. Ook kent het Podhale-dialect woorden om bepaalde dingen mee te omschrijven waar de Poolse standaardtaal geen eenduidig woord voor heeft, bijvoorbeeld watra' voor een door herders aangestoken vuur. 